# Cour d'appel des États-Unis pour le septième circuit
La cour d’appel des États-Unis pour le septième circuit (United States Court of Appeals for the Seventh Circuit), sise à Chicago, est une Cour d'appel fédérale américaine, devant laquelle sont interjetés les appels en provenance des 7 cours de district (United States District Court) suivantes :
| États     | Districts | Nombre de comtés | Comtés |
| --------- | --------- | ---------------- | --- |
| Illinois  | centre    | 46               | Adams, Brown, Bureau, Cass, Champaign, Christian, Coles, DeWitt, Douglas, Edgar, Ford, Fulton, Greene, Hancock, Henderson, Henry, Iroquois, Kankakee, Knox, Livingston, Logan, Macon, Macoupin, Marshall, Mason, McDonough, McLean, Menard, Mercer, Montgomery, Morgan, Moultrie, Peoria, Piatt, Pike, Putnam, Rock Island, Sangamon, Schuyler, Scott, Shelby, Stark, Tazewell, Vermilion, Warren et Woodford |
| Illinois  | nord      | 18               | Boone, Carroll, Cook, DeKalb, DuPage, Grundy, Jo Daviess, Kane, Kendall, La Salle, Lake, Lee, McHenry, Ogle, Stephenson, Whiteside, Will et Winnebago. |
| Illinois  | sud       | 38               | Alexander, Bond, Calhoun, Clark, Clay, Clinton, Crawford, Cumberland, Edwards, Effingham, Fayette, Franklin, Gallatin, Hamilton, Hardin, Jackson, Jasper, Jefferson, Jersey, Johnson, Lawrence, Madison, Marion, Massac, Monroe, Perry, Pope, Pulaski, Randolph, Richland, Saline, Saint-Clair, Union, Wabash, Washington, Wayne, White et Williamson. |
| Indiana   | nord      | 32               | Adams, Allen, Benton, Blackford, Carroll, Cass, DeKalb, Elkhart, Fulton, Grant, Huntington, Jasper, Jay, Kosciusko, LaGrange, Lake, LaPorte, Marshall, Miami, Newton, Noble, Porter, Pulaski, Saint-Joseph, Starke, Steuben, Tippecanoe, Wabash, Warren, Wells, White et Whitley. |
| Indiana   | sud       | 60               | Bartholomew, Boone, Brown, Clark, Clay, Clinton, Crawford, Daviess, Dearborn, Decatur, Delaware, Dubois, Fayette, Floyd, Fountain, Franklin, Gibson, Greene, Hamilton, Hancock, Harrison, Hendricks, Henry, Howard, Jackson, Jefferson, Jennings, Johnson, Knox, Lawrence, Madison, Marion, Martin, Monroe, Montgomery, Morgan, Ohio, Orange, Owen, Parke, Perry, Pike, Posey, Putnam, Randolph, Ripley, Rush, Scott, Shelby, Spencer, Sullivan, Switzerland, Tipton, Union, Vanderburgh, Vermillion, Vigo, Warrick, Washington et Wayne. |
| Wisconsin | est       | 28               | Brown, Calumet, Dodge, Door, Florence, Fond du Lac, Forest, Green Lake, Kenosha, Kewaunee, Langlade, Manitowoc, Marinette, Marquette, Menominee, Milwaukee, Oconto, Outagamie, Ozaukee, Racine, Shawano, Sheboygan, Walworth, Washington, Waukesha, Waupaca, Waushara et Winnebago. |
| Wisconsin | ouest     | 44               | Adams, Ashland, Barron, Bayfield, Buffalo, Burnett, Chippewa, Clark, Columbia, Crawford, Dane, Douglas, Dunn, Eau Claire, Grant, Green, Iowa, Iron, Jackson, Jefferson, Juneau, La Crosse, Lafayette, Lincoln, Marathon, Monroe, Oneida, Pepin, Pierce, Polk, Portage, Price, Richland, Rock, Rusk, Sainte-Croix, Sauk, Sawyer, Taylor, Trempealeau, Vernon, Vilas, Washburn et Wood. |